# Говаті
Гова́ті (англ. Govati) — вища традиційна громада у складі дистрикту Мванза Південного регіону Малаві.
Населення — 19779 осіб (2018).